# UC-23号潜艇
陛下之UC-23号艇是德意志帝国海军于第一次世界大战期间建造的一艘UC-II型近岸布雷潜艇或称U艇。它由汉堡的布洛姆与福斯船厂承建，于1916年2月29日新船下水，至同年7月17日交付使用。其全长49.35米，水面及水下排水量分别为417吨和493吨，艇载武器则包括三具鱼雷发射管、六具水雷滑射槽以及一门88毫米口径甲板炮。UC-23号入役后曾被部署至驻奥斯曼帝国的君士坦丁堡半区舰队，并参与了地中海潜艇战。通过其十七次巡逻，共直接或间接击沉46艘协约国或中立国舰船，容积总吨累计为41841吨。随着奥斯曼帝国覆灭，UC-23号于1918年11月25日在塞瓦斯托波尔正式投降，后移交法国，至1921年8月在比塞大拆解报废。

## 设计
1915年秋天，由于中立国美国的干预，U艇战几乎陷入停顿，导致德国广泛开展《国际法》所允许的水雷战，从而使布雷潜艇的需求量相应增加。德意志帝国海军潜艇监察局（Inspektion des U-Bootwesens）的开发部门留意到了这一点，遂以UB-II型为基础，按照兼顾布雷效率和生产速度的要求，以41号工程的名义设计了UC-II型潜艇。为了弥补前型UC-I型的缺陷，UC-II型艇不仅更大，而且采用双轴推进系统。然而，与前型最主要的区别在于，UC-II型艇重新运用了双壳体结构。但它并非纯粹的双体潜艇，而是一种中间过渡型；因为外层没有封闭耐压壳体，而是作为鞍形水柜附在上方。
UC-23号是64艘UC-II型方案的其中一艘。这个亚型的艇体结构与UB-II型类似，但体积更大，全长为49.35米，并有3.06米的吃水深度；由于不再考虑铁路运输的装载限界，舷宽也得以增至5.22米。其水上和水下排水量分别为417吨和493吨。艇只采用两台猛狮六缸四冲程500匹公制馬力（370千瓦特）柴油机用于水面运行，以及两台460匹公制馬力（340千瓦特）的BBC电动发电机用于水下航行；水面最高航速11.6節（21.5每小時），水下7節（13每小時）；能够在水面以7節（13每小時）航速续航9,430海里（17,460），或以4節（7.4每小時）连续在水下航行55海里（102）而无需充电。其潜没需时约为35秒，能够在50米的深度下运作。
作为布雷潜艇，UC-23号改将六具布雷滑射槽安装在艇体前部，每具储存井内的水雷数量增至3枚，即合共18枚UC200型水雷。布雷时只需将存储井底部的盖板打开，水雷便可凭借自身重量滑入水中。随着滑射槽长度增加，艇体艏楼的上层建筑被抬高，上层建筑与司令塔之间的凹陷处布置了一门88毫米30倍径速射炮作为甲板炮。但由于位置相对较低，火炮甲板在恶劣海况下很容易被涌浪淹没。此外，UC-23号还装备有三具500毫米鱼雷发射管，这极大提升了潜艇的攻击能力。其中艇艏两具外置在两侧、艇艉一具则为内置式，并可搭载合共7枚G6型鱼雷。其标准船员编制为3名军官及23名水兵。

## 历史
UC-23号是汉堡布洛姆与福斯船厂承建的首批（UC-16至UC-24号）UC-II型潜艇的八号艇，由国家海军办公室于1915年8月29日订购，建造编号为273。它于1916年2月29日新船下水，至同年7月17日交付使用。7月28日，UC-23号在前UC-13号艇长、海军中尉约翰内斯·基希纳的指挥下正式入役，随即在基尔展开海试。完成海试后，该艇于1916年9月21日从黑尔戈兰岛出发前往地中海，至12月6抵达奥斯曼帝国首都君士坦丁堡，并加入驻当地的君士坦丁堡半区舰队。
在近两年的君士坦丁堡役期中，UC-23号参与了爱琴海及地中海潜艇战，曾分别于苏达湾、塞尔迈湾、斯特里蒙湾、哈隆内索斯以及特里凯里岛等海域完成十七次巡逻，合共击沉协约国或中立国的41艘商船和5艘辅助军舰，容积总吨累计为41841吨。其中，体积最大的受害者是注册吨位为14317吨的英国客轮明尼号；它于1916年11月29日从亚历山大港驶往马耳他途中，在距克里特的登特罗角东南约1.5海里（2.8）处撞上UC-23号于五天前布设的水雷而沉没，成为一战期间遭U艇击沉的最大型船舶之一。1918年3月至6月，UC-23号转往黑海巡航，期间曾将一名特工送往叶夫帕托里亚附近（4月10日），并在该海域缴获了3艘隶属俄罗斯帝国海军的舰船作为战利品。
1918年10月30日签署的《穆兹罗斯停战协定》结束了奥斯曼帝国的战事，仍驻扎在君士坦丁堡的UC-23号遂撤退至塞瓦斯托波尔。在那里，它受到德占黑海港口总司令、海军中将阿尔贝特·霍普曼的直接指挥。UC-23号于11月14日退役，至当月25日与另外三艘同属君士坦丁堡半区舰队的幸存潜艇共同缴械投降。该艇其后移交法国，至1921年8月在比塞大拆解报废。

## 袭击历史摘要
| 日期           | 船名                | 船籍           | 吨位  | 结局       |
| -------------- | ------------------- | -------------- | ----- | ---------- |
| 1916年11月29日 | 明尼号              | 英国           | 14317 | 击沉       |
| 1916年12月31日 | 维纳斯号            | 法国海军       | 281   | 击沉       |
| 1917年2月21日  | 艾伯塔公主号        | 英國皇家海軍   | 1586  | 击沉       |
| 1917年6月10日  | 克列奥帕特拉号      | 希腊           | 160   | 击沉       |
| 1917年6月13日  | 阿基奥斯·尼古劳斯号 | 希腊           | 120   | 击沉       |
| 1917年6月14日  | 新西兰运输号        | 英国           | 4481  | 击沉       |
| 1917年6月18日  | 潘诺米迪斯号        | 希腊           | 11    | 击沉       |
| 1917年6月18日  | 剑旗鱼              | 希腊           | 483   | 击沉       |
| 1917年6月19日  | 雅各布斯号          | 希腊           | 304   | 击沉       |
| 1917年6月19日  | 玛利亚号            | 希腊           | 35    | 击沉       |
| 1917年6月19日  | 拉西亚乔斯号        | 希腊           | 30    | 击沉       |
| 1917年8月2日   | 白鼬皮号            | 英國皇家海軍   | 1777  | 击沉       |
| 1917年9月6日   | 海尔吉安号          | 英國皇家海軍   | 220   | 击沉       |
| 1917年9月7日   | 确实号              | 英國皇家海軍   | 225   | 击沉       |
| 1917年9月21日  | 圣尼古拉号          | 義大利王國     | 159   | 击沉       |
| 1917年9月21日  | 斯皮里宗号          | 希腊           | 128   | 击沉       |
| 1917年9月23日  | 尼古劳斯号          | 希腊           | 104   | 击沉       |
| 1918年1月19日  | 特罗卡斯号          | 英国           | 4129  | 击沉       |
| 1918年1月22日  | 福音号              | 希腊           | 21    | 击沉       |
| 1918年1月23日  | 柏克馆号            | 英国           | 4541  | 击沉       |
| 1918年1月24日  | 阿吉亚·阿雷内号     | 希腊           | 16    | 击沉       |
| 1918年1月24日  | 阿基奥斯·约翰内斯号 | 希腊           | 14    | 击沉       |
| 1918年2月20日  | 圣尼古劳斯号        | 希腊           | 18    | 击沉       |
| 1918年2月20日  | 玛利亚·阿齐斯号     | 希腊           | 13    | 击沉       |
| 1918年2月20日  | 塔克西·阿奇斯号     | 希腊           | 3     | 击沉       |
| 1918年2月23日  | 阿斯帕西娅号        | 希腊           | 105   | 击沉       |
| 1918年2月28日  | 圣特里亚斯特号      | 希腊           | 22    | 击沉       |
| 1918年4月11日  | 特鲁德号            | 俄罗斯帝国海军 | 610   | 缴作战利品 |
| 1918年4月14日  | 未具名驳船          | 俄罗斯帝国     | 100   | 击沉       |
| 1918年4月14日  | 哈萨克号            | 俄罗斯帝国海军 | 622   | 缴作战利品 |
| 1918年4月14日  | 奥尔加号            | 俄罗斯帝国海军 | 327   | 缴作战利品 |
| 1918年4月15日  | 罗斯托夫号          | 俄罗斯帝国海军 | 1280  | 击沉       |
| 1918年10月3日  | 布拉西奥斯号        | 希腊           | 181   | 击沉       |
| 1918年10月3日  | 福音号              | 希腊           | 35    | 击伤       |
| 1918年10月5日  | 圣马可号            | 希腊           | 45    | 击沉       |
| 1918年10月5日  | 玛利亚号            | 西班牙         | 2159  | 击沉       |
| 1918年10月5日  | 马里戈号            | 希腊           | 48    | 击沉       |
| 1918年10月5日  | 雷文塔松号          | 英国           | 4050  | 击沉       |
| 1918年10月13日 | 阿吉翁·斯皮里宗号   | 希腊           | 21    | 击沉       |
| 1918年10月13日 | 阿基奥斯·乔治斯号   | 希腊           | 130   | 击沉       |
| 1918年10月13日 | 比奥莱塔号          | 希腊           | 99    | 击沉       |
| 1918年10月13日 | 福音号              | 希腊           | 41    | 击沉       |
| 1918年10月13日 | 福音者号            | 希腊           | 121   | 击沉       |
| 1918年10月13日 | 格拉罗斯号          | 希腊           | 43    | 击沉       |
| 1918年10月13日 | 伊菲革涅亚号        | 希腊           | 75    | 击沉       |
| 1918年10月13日 | 帕纳贾号            | 希腊           | 26    | 击沉       |
| 1918年10月13日 | 乌剌尼亚号          | 希腊           | 23    | 击沉       |
| 1918年10月15日 | 福音号              | 希腊           | 24    | 击沉       |
| 1918年10月15日 | 乔治斯号            | 希腊           | 29    | 击沉       |
| 1918年10月15日 | 玛利亚号            | 希腊           | 43    | 击沉       |

## 脚注
1. 1 2 3  Helgason, Guðmundur. . German and Austrian U-boats of World War I - Kaiserliche Marine - Uboat.net.   [2009-02-22].
2. ↑  Tarrant，第173頁.
3. 1 2 3  Gröner 1991，第31-32頁.
4. 1 2  Helgason, Guðmundur. . German and Austrian U-boats of World War I - Kaiserliche Marine - Uboat.net.   [2015-02-15].
5. ↑  Helgason, Guðmundur. . German and Austrian U-boats of World War I - Kaiserliche Marine - Uboat.net.   [2015-02-15].
6. ↑  Helgason, Guðmundur. . German and Austrian U-boats of World War I - Kaiserliche Marine - Uboat.net.   [2015-02-15].
7. ↑  陈进，第48頁.
8. ↑  陈进，第46頁.
9. 1 2  NARS，第99頁.
10. 1 2 3  Helgason, Guðmundur. . German and Austrian U-boats of World War I - Kaiserliche Marine - Uboat.net.   [2015-02-15].
11. ↑  Helgason, Guðmundur. . German and Austrian U-boats of World War I - Kaiserliche Marine - Uboat.net.   [2022-08-11].
12. ↑  Helgason, Guðmundur. . German and Austrian U-boats of World War I - Kaiserliche Marine - Uboat.net.   [2009-04-14].
13. 1 2  NARS，第100頁.
14. ↑  Gibson & Prendergast，第275頁.
15. ↑  陈进，第268頁.
16. ↑  Gibson & Prendergast，第332頁.
17. ↑  Dodson & Cant，第131頁.